# Os på grænsen
|  | Denne artikel er oprettet af botten Steenthbot ud fra en ekstern database. Den kan derfor have sproglige fejl eller mangler. Denne skabelon kan fjernes efter kontrol af indholdet. |

Os på grænsen er en dansk dokumentarfilm fra 2021 instrueret af Jens Loftager.

## Handling
Grænser er ofte både tragiske og komiske – på samme tid. Og grænsen som fænomen har en kæmpestor betydning for, hvordan vi beskriver og forstår Europa netop nu.  I 'Os på grænsen' oplever vi dette gennem mødet med nogle mennesker, der bor på grænsen mellem Tyskland og Danmark, der har været usynlig siden Schengen-aftalen. De vågnede for nyligt op til et noget aparte syn: På den grænse, hvor folk fra begge sider nærmest har betragtet sig som tilhørende samme familie, tronede pludselig et politisk betændt vildsvinehegn som en mytisk mur mod drømmenes Europa. Og da hegnet mod svinepest stod færdigt, ankom coronaen, som intet hegn kan holde ude.

## Medvirkende
- Thorsten Westphal
- Ruth Larsen
- Henrik Gotborg Hansen
- Kristian Hansen
- Kitty Hansen
- Maylis Roßberg
- Jakob Jørgensen
- Rolf Warnker
- Thomas Sporn
- Michael Roikjer